# 고쿄 히가시 교엔

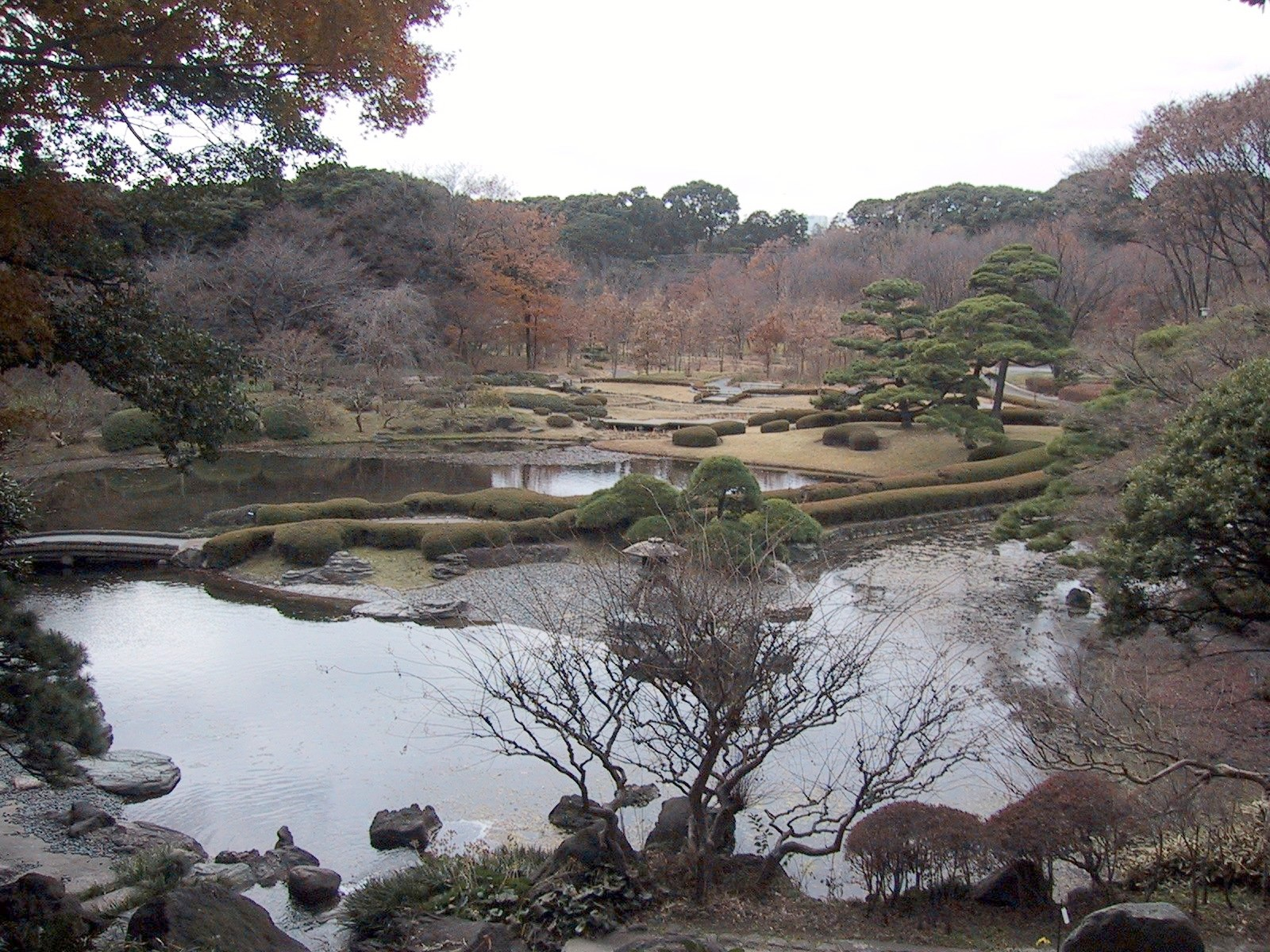
고쿄 히가시 정원 (에도 성의 니노마루)

고쿄 히가시 정원(일본어: 皇居東御苑)은 고쿄(皇居: 황거)의 동측에 있는 정원이다. 궁내청 관할이며, 황궁 경찰이 배속되어 있다. 일찌이 에도 성의 혼마루, 니노마루, 산노마루에 위치해 있고, 약간의 니시노마루 부분도 포함된다. 여기에는 일본식 정원과 황실관련 시설, 그리고, 에도 성의 건물등이 남아 있다. 전후, 특별사적으로 지정되었고, 1968년부터 일반에 공개되었다.

## 역사
일찌이 에도 성의 혼마루, 니노마루, 산노마루가 있는 장소로 메이지 시대부터 전전(戰前)까지 궁내청과 황실관련 시설이 있었다. 전후 1960년에 내각회의의 결정에 의해 일반공개 절차를 거쳐, 1963년 특별사적으로 지정되었다. 그리고, 1968년부터 일반에 공개되었다. 정원내에는 역사적 사적도 볼 수 있으며, 많은 관광객이 방문하는 도쿄의 명소이다.
주요 시설로는 번의 정무를 보았던 도신 반쇼, 햐쿠닌 반쇼, 오 반쇼. 그리고, 다실인 스와노챠야(諏訪の茶屋), 후지미 망루, 마쓰노로카 터, 천수대(天守台)가 있으며, 일본의 다섯 번째 국립박물관으로 지정된 고쿄 산노마루쇼조칸(皇居三の丸尚蔵館)도 위치해 있다. 
고쿄 산노마루쇼조칸은 일본 황실이 나라에 기증한 미술품과 문화재들을 보존하고 전시하는 시설로, 1993년에 개관하였다. 고쿄 히가시 교엔은 입장료가 없으나, 고쿄 산노마루쇼조칸의 전시를 관람하고 싶은 경우는 별도의 티켓을 구매해야 한다. 2024년 7월 기준으로 입장료는 일반 1,000엔, 대학생 500엔이며 고등학생 및 만18세 미만, 만70세 이상은 무료 입장이 가능하다.

## 교통
- 도쿄 지하철, 도쿄 도 교통국 오테마치 역에서 도보로 5분
- 도쿄 지하철 다케하시 역에서 도보로 5분
- 도쿄 지하철 니주바시마에 역에서 도보로 10분
- JR 동일본 도쿄역에서 도보로 15분

## 요금
- 입장료는 무료
- 개원일은 원칙대로 월요일과 금요일이외 날에 개원한다.
  - 천황 탄생일이외 공휴일 경우는 개원하고, 월요일이 공휴일이면 다음날 화요일은 폐원한다.
  - 그 밖에도 천황 탄생일, 연말연시(12월 28일부터 1월 3일)과 임시로 폐원하는 날도 있다.
- 개원시간
  - 오전 9시부터 오후 4시 45분 (4월 15일부터 8월 31일)
  - 오전 9시부터 오후 4시 15분 (3월 1일부터 4월 14일, 9월 1일부터 10월 31일)
  - 오전 9시부터 오후 3시 45분 (11월 1일부터 2월 마지막 날까지)
- 폐원시간 15분전까지 입장이 가능하다.
- 입장객이 정원을 초과할 경우, 일시 입장을 막는다는 것에 주의.

## 같이 보기
- 고쿄
- 에도 성